# Namneten

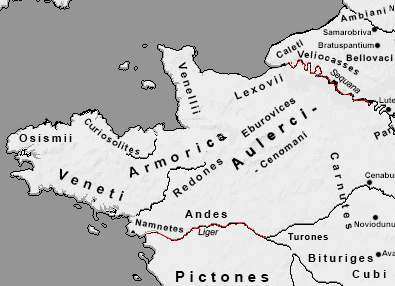
Karte mit Angabe des Stammesgebietes der Namneten

Die Namneten (lat. Namnetes) waren ein keltisch-gallischer Volksstamm. Sie werden erstmals schriftlich von dem römischen Feldherrn Julius Caesar in seinem Bericht De Bello Gallico über seine Kriege in Gallien genannt.

## Siedlungsgebiet
Die Namneten siedelten etwa zwischen Angers und der Loire-Mündung. Seit 500 v. Chr. waren Kelten in diesem Gebiet. Um das Jahr 70 v. Chr. vertrieben die Namneten die ansässigen einheimischen Kelten. Schon im Jahr 56. v. Chr. bezwang die römische Armee von Julius Cäsar die Namneten. 

## Teil der Provinz Gallien
Nach der Eroberung durch das Römische Reich wurde das Stammesgebiet der Namneten Teil der Provinz Gallien. Es gehörte zu der von den Römern mit Aremorica bezeichneten nordwestlichen Küste Galliens. 
Die Römer gründeten im Gebiet der Namneten die römische Stadt Portus Namnetus, welche zum heutigen Nantes wurde.